# Antepagmenta

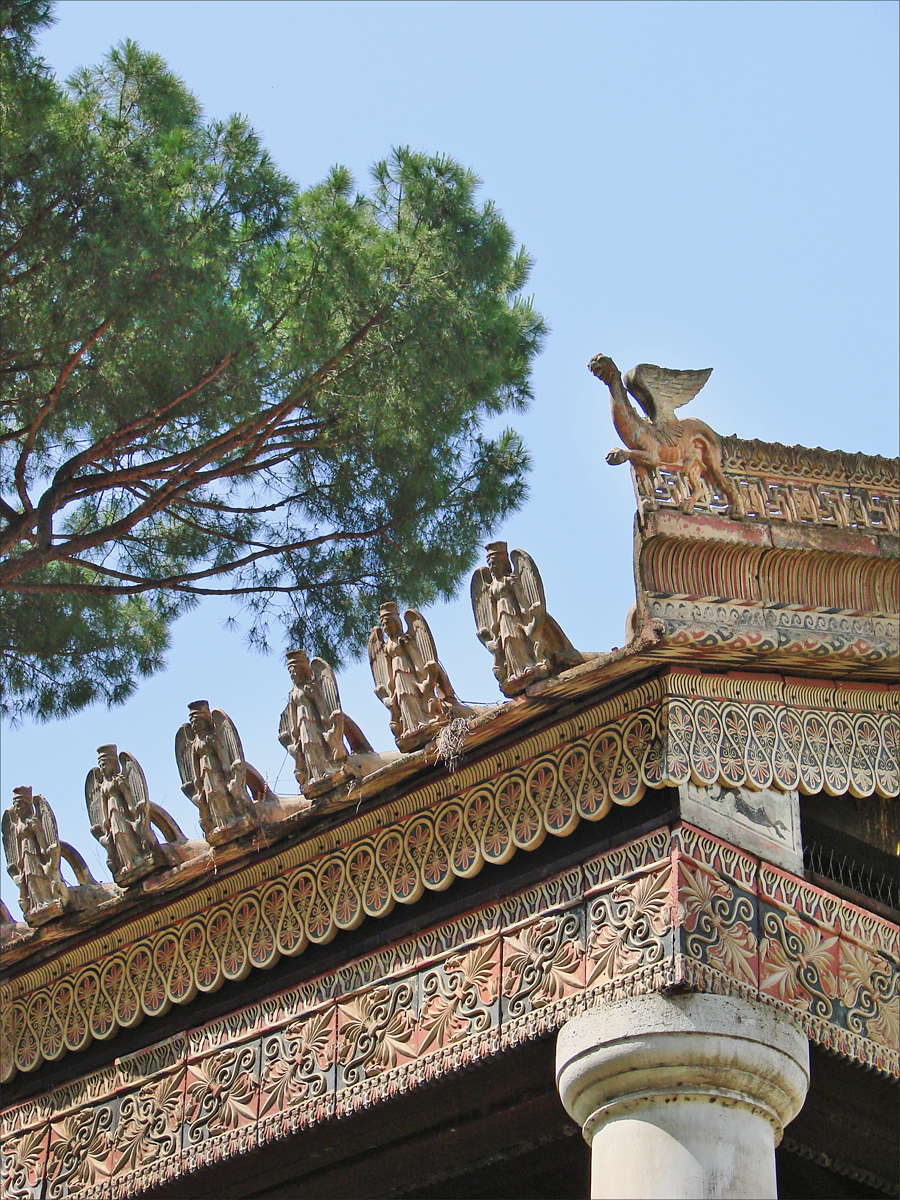
Rekonstrukcja świątyni etruskiej

Antepagmenta – wywodzące się prawdopodobnie z architektury jońskiej płyty z terakoty o kształcie prostokąta, którymi w świątyniach etruskich od zewnątrz dekorowano drewniane belkowania w celu ich ochrony przed deszczem. Antepagmenty zdobiono polichromią lub płaskorzeźbami, które następnie zdobiono na kolorowo.